# 雨果·托雷斯·希门尼斯

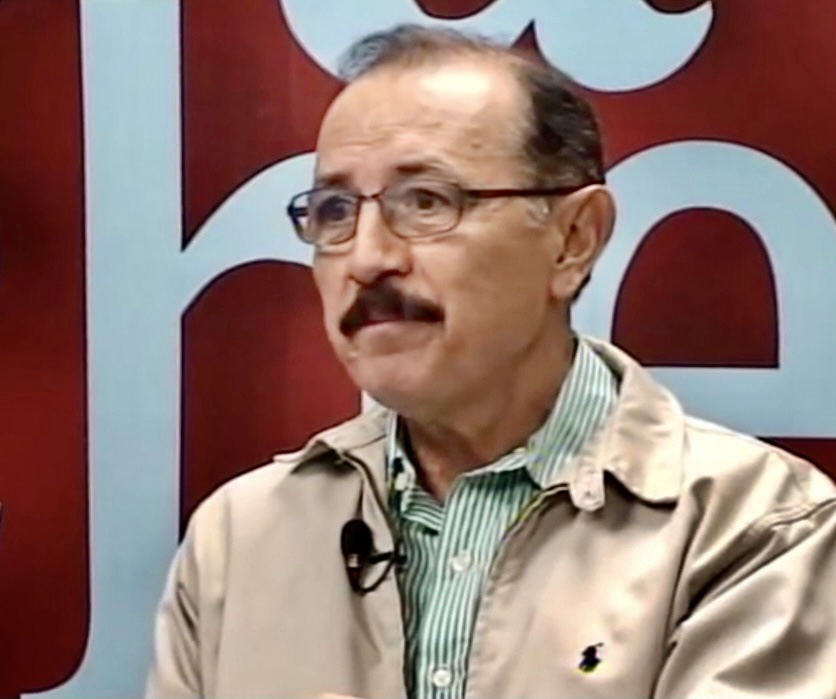

雨果·托雷斯·希门尼斯（1948年4月25日—2022年2月11日）是尼加拉瓜前游击队隊員和军事领导人。他是一名退休准将以及桑地諾民族解放陣線 (FSLN) 成员。